# Samuel Beckett

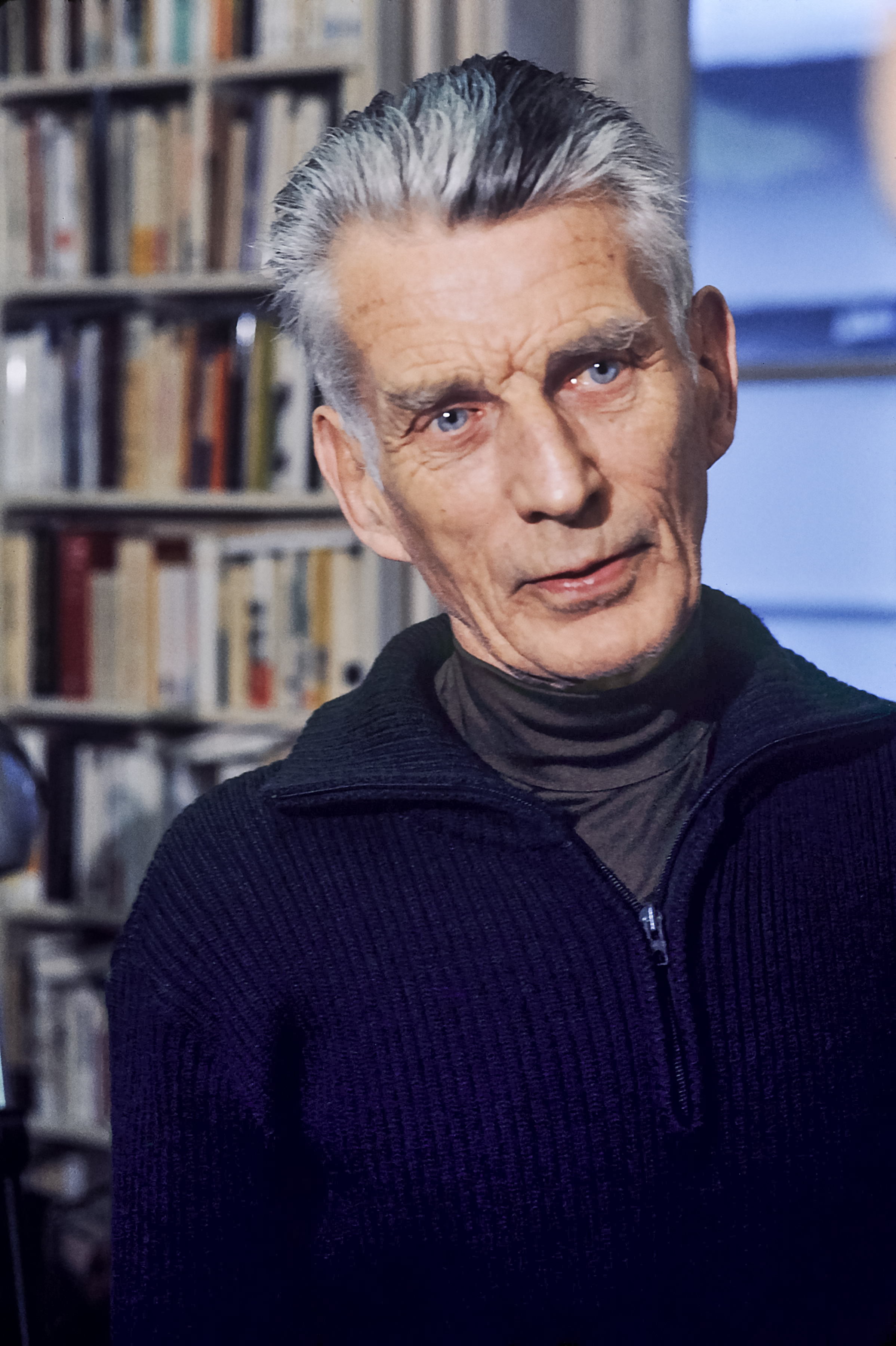
Samuel Beckett (1977)

Samuel Barclay Beckett (* 13. April 1906 in Dublin; † 22. Dezember 1989 in Paris) war ein irischer Schriftsteller. Er gilt als einer der bedeutendsten Schriftsteller des 20. Jahrhunderts und wurde 1969 mit dem Nobelpreis für Literatur ausgezeichnet. Sein bekanntestes Werk ist „Warten auf Godot“ (En attendant Godot), das am 5. Januar 1953 in Paris uraufgeführt wurde. Die erste Aufführung im deutschsprachigen Raum fand am 8. September 1953 im Schlossparktheater Berlin statt.
Beckett war zunächst britischer, nach der Unabhängigkeit Irlands 1921 dann irischer Staatsbürger und lebte seit 1937 ständig in Frankreich. Seine ersten Texte verfasste er in englischer Sprache, in seiner mittleren und fruchtbarsten Phase schrieb er überwiegend französisch, später wechselte er zwischen beiden Sprachen, oft von Text zu Text, und übersetzte seine Werke häufig selbst in die jeweils andere Sprache.

## Leben und Schaffen

### Familie, Kindheit und Jugend
Samuel Beckett war der zweite Sohn der Eheleute Bill und May Beckett (geb. Roe). Die väterliche Linie der Familie stammte von den Hugenotten ab, die wahrscheinlich im 18. Jahrhundert aus Frankreich nach Irland kamen. Sie erwarb sich zunächst mit der Herstellung edler Stoffe einigen Reichtum und war später seit der großväterlichen Generation im Baugewerbe tätig. Becketts Vater selbst war als Baukalkulator vielbeschäftigtes und angesehenes Mitglied der bürgerlichen Gesellschaft Dublins. Auch May Beckett stammte aus einer achtbaren protestantischen Familie. Das Dorf Foxrock, ein Vorort Dublins, galt zu Beginn des 20. Jahrhunderts als Adresse für Wohlhabende, die zurückgezogen und doch in der Nähe zum belebten Stadtzentrum Dublins wohnen wollten. Die Becketts lebten dort in einem großzügigen Haus (Cooldrinagh) mit einigem Landbesitz und hatten im Lauf der Jahre mehrere Dienstmädchen. Die Mutter führte den Haushalt mit Strenge, bedacht auf Sauberkeit und Umgangsformen, und galt als regelmäßige Kirchgängerin. Der Vater pflegte den geselligen Umgang, war Mitglied mehrerer Gentlemen’s Clubs, spielte gerne Golf oder unternahm ausgedehnte Wanderungen.
Entgegen dem Gerücht, er habe sein Geburtsdatum manipuliert und selbst auf den 13. April verlegt, den Karfreitag als Symbol für das Leid, kam Beckett tatsächlich an diesem Tag zur Welt. Sein drei Jahre älterer Bruder hieß Frank. Seit dem fünften Lebensjahr besuchte Beckett eine Kindergartenschule in der Nähe von Foxrock, wo er u. a. bereits erste Lektionen in Französisch und Klavierstunden erhielt. Ab 1915 wurde er in die höhere Schule Earlsfort House in der Nähe der Dubliner Bahnhofs-Endstation geschickt und blieb dort insgesamt vier Jahre lang. Frühzeitig fiel er als guter Sportler auf, spielte Tennis, Cricket und Golf und erhielt Unterricht im Boxen. 1919 wechselte er in die traditionsreiche Portora Royal School in Enniskillen, ein Internat, an dem auch Oscar Wilde einige Zeit gelernt hatte und das nach der Teilung Irlands im nördlichen Landesteil jenseits der Grenze lag. Dort entwickelte er erste literarische Interessen und las u. a. Bücher des Humoristen Stephen Leacock. Er galt als intelligenter, insgesamt jedoch nicht als herausragender Schüler und war besonders für seine guten Aufsätze und sportlichen Fähigkeiten bekannt.
Becketts Kindheit und Jugend wurden überschattet von dem erbitterten Kampf, durch den die überwiegend katholischen Iren dem protestantischen England nach fast 400 Jahren Fremdherrschaft 1921 die Unabhängigkeit abtrotzten.
Im Oktober 1923, mit 17 Jahren, begann Beckett das Studium der Fächer Französisch und Italienisch am renommierten Dubliner Trinity College und reiste in diesem Zusammenhang 1926 erstmals nach Frankreich und 1927 nach Italien.

### Literarische Anfänge

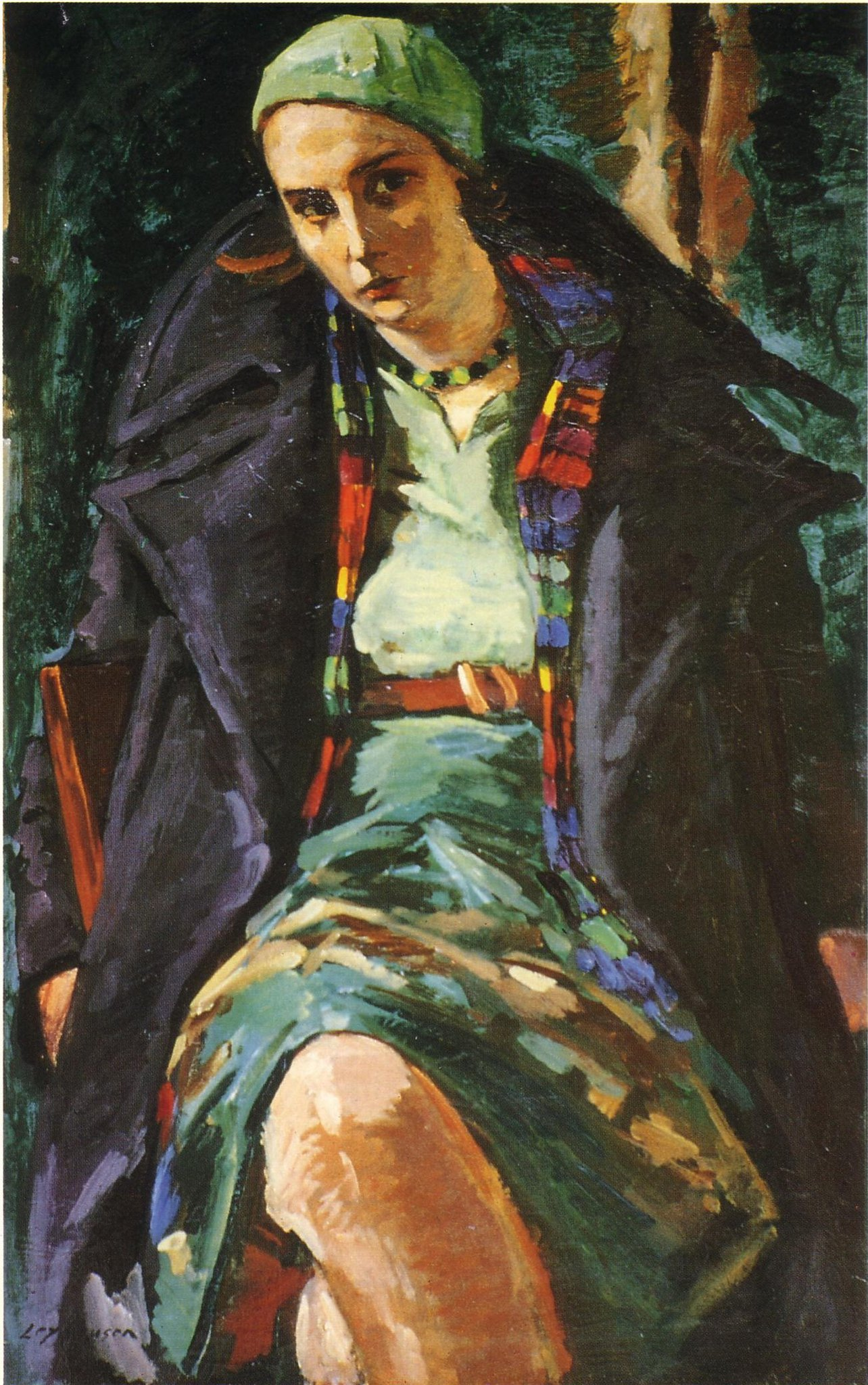
Porträt Sinclairs von Karl Leyhausen, 1931

Nach Abschluss seines Studiums wurde Samuel Beckett für zwei Jahre Englisch-Lektor an der Pariser École normale supérieure, der französischen Elitehochschule für Lehramtsfächer. In Paris knüpfte er Kontakt zu Literatenkreisen und lernte dabei neben den Franzosen Jules Romains, Philippe Soupault und Paul Valéry auch seinen 24 Jahre älteren Landsmann James Joyce kennen, dessen Werke er zum Teil übersetzte. Joyce hatte sich schon vor längerer Zeit aus dem politisch unruhigen, viktorianisch geprägten Irland nach Paris zurückgezogen und inzwischen, dank seines als Skandalroman betrachteten Ulysses (1922), einen gewissen Grad an Berühmtheit erlangt. In Paris machte Beckett erste ernsthafte schriftstellerische Versuche, zunächst mit Lyrik in englischer Sprache. Seit 1928 reiste er mehrfach nach Deutschland, u. a. weil er sich in seine in Kassel lebende Cousine Peggy Sinclair verliebt hatte. Der Liebe zu ihr setzte Beckett ein Denkmal mit seinem Romanerstling Dream of fair to middling women (Traum von mehr bis minder schönen Frauen; 1932, veröffentlicht 1993).
1930 kehrte Beckett nach Dublin zurück und wurde Assistent im Fach Französisch am Trinity College. Doch empfand er die geregelte Tätigkeit als Last, kündigte und ging 1932, nach einer längeren Reise durch Deutschland, wieder nach Paris, um nur kurze Zeit später erneut nach Dublin zurückzukehren. 1933, nach dem plötzlichen Tod seines Vaters, widersetzte er sich dem Druck seiner Mutter, als Partner seines Bruders in die Firma einzutreten. Stattdessen ging er nach London, wo er von Zuwendungen der Mutter lebte und mühsam und oft in depressiver Stimmung als Autor Fuß zu fassen suchte. Ein Bändchen erzählender Texte, das er 1934 unter dem mehrdeutigen Titel More Pricks than Kicks (Mehr Prügel als Flügel bzw. Mehr Pimmel als siebenter Himmel) publizierte, blieb jedoch erfolglos und wurde bald verboten. In dieser Zeit war er auch als Übersetzer aus dem Französischen tätig. Für die 1934 erschienene antirassistische "Negro"-Anthologie der britischen Verlegerin Nancy Cunard übertrug er mehrere Aufsätze ins Englische, so beispielsweise Murderous Humanitarianism der in Paris ansässigen surrealistischen Gruppe um André Breton, Paul Éluard und Yves Tanguy und Races and Nations. The Benefits of Colonisation des französischen Schriftstellers Léon Pierre-Quint. Für seinen zweiten Roman Murphy fand er lange Zeit keinen Verleger. 1934, während er an Murphy arbeitete, begann er in London eine Psychoanalyse bei Wilfred Bion, die zwei Jahre andauerte und ihn mit dem Psychoanalytiker C.G. Jung in Kontakt brachte, dessen Vorlesungen er besuchte.
Der Entschluss zu einer Reise durch Deutschland (1936/37) – ein Tagebuch aus dieser Zeit wurde erst nach seinem Tod entdeckt – entstand wohl aus dem Bedürfnis heraus, sich nach seiner bisherigen literarischen Erfolglosigkeit neu zu orientieren. So schrieb Beckett in seinem Tagebuch: „My plans are now simply to get to Germany, & then selon le vent. I hope to be away a long, long time.“
Die ersten neun Wochen verbrachte Samuel Beckett in Hamburg, wo er Theater, Konzerte, die Universität und vor allem die Hamburger Kunsthalle besuchte. Neben der für die Öffentlichkeit zugänglichen Sammlung interessierten ihn auch die bereits von der nationalsozialistischen Kulturverwaltung ins Depot verbannten Bilder der Künstler der „Brücke“, die er nur mit besonderer Erlaubnis zu sehen bekam. In Hamburg, aber auch in den anderen Städten seiner Deutschlandreise, fand Beckett Kontakt zu der trotz Verfolgung noch existierenden modernen Kunstszene. Neben Künstlern und Künstlerinnen der ehemaligen Hamburger Sezession traf er die Sammlerin moderner Kunst Margrit Durrieu und die Kunsthistorikerin Rosa Schapire, die wegen ihrer jüdischen Herkunft diskriminiert wurde.
Seinen Besuch am 25. Oktober 1936 auf dem Friedhof Ohlsdorf verarbeitet er später in der Erzählung Erste Liebe. Eine weitere längere Station von Becketts Deutschlandreise war Berlin. Hier, so hält er in seinen Tagebuchaufzeichnungen fest, war es zwar im Kronprinzenpalais noch möglich, Zeichnungen von dem Regime missliebigen Künstlern zu sehen, ihre ins Magazin verbannten Gemälde aber nicht. In Dresden, wo er engen Kontakt mit dem von den Nazis entlassenen ehemaligen Leiter der Gemäldegalerie Will Grohmann pflegte, konnte er noch Bilder von Edvard Munch, Oskar Kokoschka, Otto Dix und sogar Max Liebermann besichtigen, was ihn nach seinen Erfahrungen mit der Einstellung der damaligen deutschen Behörden Juden gegenüber verwunderte. In seiner letzten Station München schließlich war das politische Klima schon so gefährlich für die freie Kultur geworden, dass er nicht mehr an die von ihm gewünschte Literatur herankam. So brachte es, nach Becketts Aufzeichnungen, der Verleger Reinhard Piper nicht über sich, ihm eine inzwischen verbotene Biografie Ernst Barlachs auszuhändigen, da er befürchtete, Beckett könne bei der Ausreise aus Deutschland durchsucht werden.
Nach der Deutschlandreise und einer kurzzeitigen Rückkehr nach Irland ließ Beckett sich im Oktober 1937 endgültig in Paris nieder. Ein entscheidender Grund dafür war die Pianistin Suzanne Deschevaux-Dumesnil (1900–1989), die ihn, nachdem ihm bei einem Überfall von einem Unbekannten ein lebensgefährlicher Messerstich zugefügt wurde, im Krankenhaus besucht hatte und bald danach seine Lebensgefährtin und 1961 seine Ehefrau wurde. Auch sprachlich verlegte er sich aufs Französische, beispielsweise indem er Murphy (der 1938 endlich in London erschienen war) selbst ins Französische übertrug.
Bei einem Besuch in Irland 1939 wurde er vom Kriegsausbruch überrascht und kehrte sofort nach Paris zurück. Ende 1940 schloss er sich dem französischen Widerstand, der Résistance, an. Als 1942 seine Widerstandszelle Réseau Gloria (Gloria SMH) von Robert Alesch an die Gestapo verraten wurde, tauchte Beckett unter und ging mit seiner Partnerin Suzanne in die unbesetzte Südhälfte Frankreichs, ins Dorf Roussillon (Vaucluse). Hier verdingte er sich als Erntehelfer und Gelegenheitsarbeiter und schrieb nachts an seinem vorerst letzten englischsprachigen Roman Watt (gedruckt erst 1953).

### Der Durchbruch und die Zeit der Anerkennung
Nach der Befreiung Frankreichs 1944 kehrte er im April 1945 zurück nach Paris und meldete sich, nach einem kurzen Besuch in Irland, freiwillig als Rotkreuzhelfer. Als solcher arbeitete er bis zum Jahresende, überwiegend als Dolmetscher, in einem Lazarett in der normannischen Kleinstadt Saint-Lô. Wieder in Paris, begann er als nunmehr französischsprachiger Autor seine fruchtbarste Schaffensphase. Zunächst hatte er allerdings Mühe, Verlage für seine Bücher zu finden, bis Suzanne Deschevaux-Dumesnil den Verleger der Éditions de Minuit, Jérôme Lindon, für ihn gewann.
Es entstanden 1946 der Roman Mercier et Camier (gedruckt erst 1970) und 1948 die Romane Molloy und Malone meurt (beide gedruckt 1951). Ebenfalls 1948 entstand das Stück En attendant Godot, für das sich zunächst kein Spielort finden ließ. Erst Anfang 1953 wurde es mit überraschendem Erfolg am Théâtre de Babylone von Roger Blin, der selbst den Pozzo spielte, aufgeführt und machte seinen Autor zu einer der Galionsfiguren des absurden Theaters. Ab 1946 entstanden die Erzählungen des Bandes Textes pour rien (1956), 1949 der Roman L'Innomable (gedruckt 1953) und 1954–56 ein weiteres Stück: Fin de partie (Uraufführung 1957).
1953 fing Beckett an, beginnend mit Molloy, seine französisch verfassten Werke ins Englische zu übertragen. Dies brachte ihn dazu, teilweise wieder englisch zu schreiben, wobei er diese Texte anschließend meistens ins Französische übertrug. 1956 konzipierte er, beginnend mit All that fall, für den englischen Radiosender BBC eine Serie von Hörspielen (Radio Plays), eine Gattung, die in Frankreich damals kaum bekannt war und mit der sich Beckett ein für ihn neues Feld erschloss.

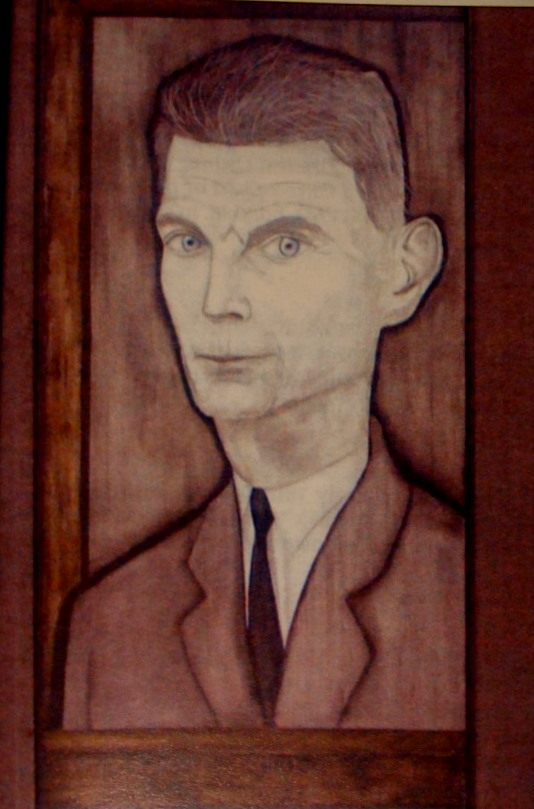
Samuel Beckett, 1961 porträtiert von Reginald Gray

1957/58 verfasste er das Prosawerk From an Abandoned Work, 1958 das hörspielartige Stück Krapp’s Last Tape (1961 von Marcel Mihalovici in Bielefeld als Oper inszeniert). 1960 schrieb er den französischen Roman Comment c'est und das englische Stück Happy Days (Uraufführung 1961 in New York), das er 1962 als Oh les beaux jours ins Französische übertrug (Uraufführung 1963 in Venedig). 1961 wurde Beckett erstmals mit einem Literaturpreis ausgezeichnet, dem Prix international des éditeurs. 1963 verfasste er neben den Hörspielen Words and Music und Cascando den Einakter Play. Im selben Jahr wurde unter Mitwirkung des Autors das Hörspiel All that fall als Tous ceux qui tombent für das französische Fernsehen adaptiert und gesendet.
Hiermit war Beckett in der professionellen Welt der Bilder angekommen, die ihn schon immer interessiert hatte. 1964 konzipierte und drehte er in Zusammenarbeit mit dem Regisseur Alan Schneider (der 1961 schon den Godot verfilmt hatte) den stummfilmartigen Streifen Film, dessen Hauptrolle der Stummfilmstar Buster Keaton spielte und der im Jahr darauf in Venedig den „Prix de la Jeune Critique“ erhielt. Film blieb jedoch der letzte originäre Film Becketts, denn 1965 wendete er sich dem Medium Fernsehen zu und verfasste als sein erstes genuines Fernsehstück Dis Joe, das er der BBC anbot. Da sich die Produktion dort verzögerte, das Stück aber inzwischen ins Deutsche übertragen worden war, entschloss sich der Süddeutsche Rundfunk, es unter der Regie des Autors zu produzieren. Es wurde 1966, an dessen 60. Geburtstag, gesendet und öffnete ihm die Tore des SDR, der bis 1985 noch mehrere Stücke von und mit ihm produzierte.
1967 versuchte Beckett sich in Berlin als Theaterregisseur mit seinem Stück Endspiel (Fin de partie) von 1956. Im Jahr 1968 erschien unter dem Titel Comédie et actes divers ein Sammelband französisch verfasster bzw. ins Französische übertragener Stücke.
Spätestens ab dem Ende der fünfziger Jahre war Beckett ein anerkannter Autor. Seine Texte wurden rasch zum Druck angenommen und seine Stücke umgehend aufgeführt oder produziert. Er figurierte sogar, obwohl von Natur aus eher scheu und notorisch depressiv, ein wenig als Star im Pariser Literaturbetrieb. 1969 erhielt er den Nobelpreis für Literatur, blieb der Überreichungszeremonie jedoch fern. Aus seinen Briefen geht hervor, dass er jedweder Form der Ehrung grundsätzlich ablehnend gegenüberstand, weil er sich nicht ertragen konnte, wenn seine Person in den Mittelpunkt gestellt wurde. 1968 war er zum auswärtigen Ehrenmitglied der American Academy of Arts and Sciences ernannt worden.
1969 drehte Rosa von Praunheim ein experimentelles Kurzfilm-Porträt über ihn, das er nach dem Schriftsteller benannte.

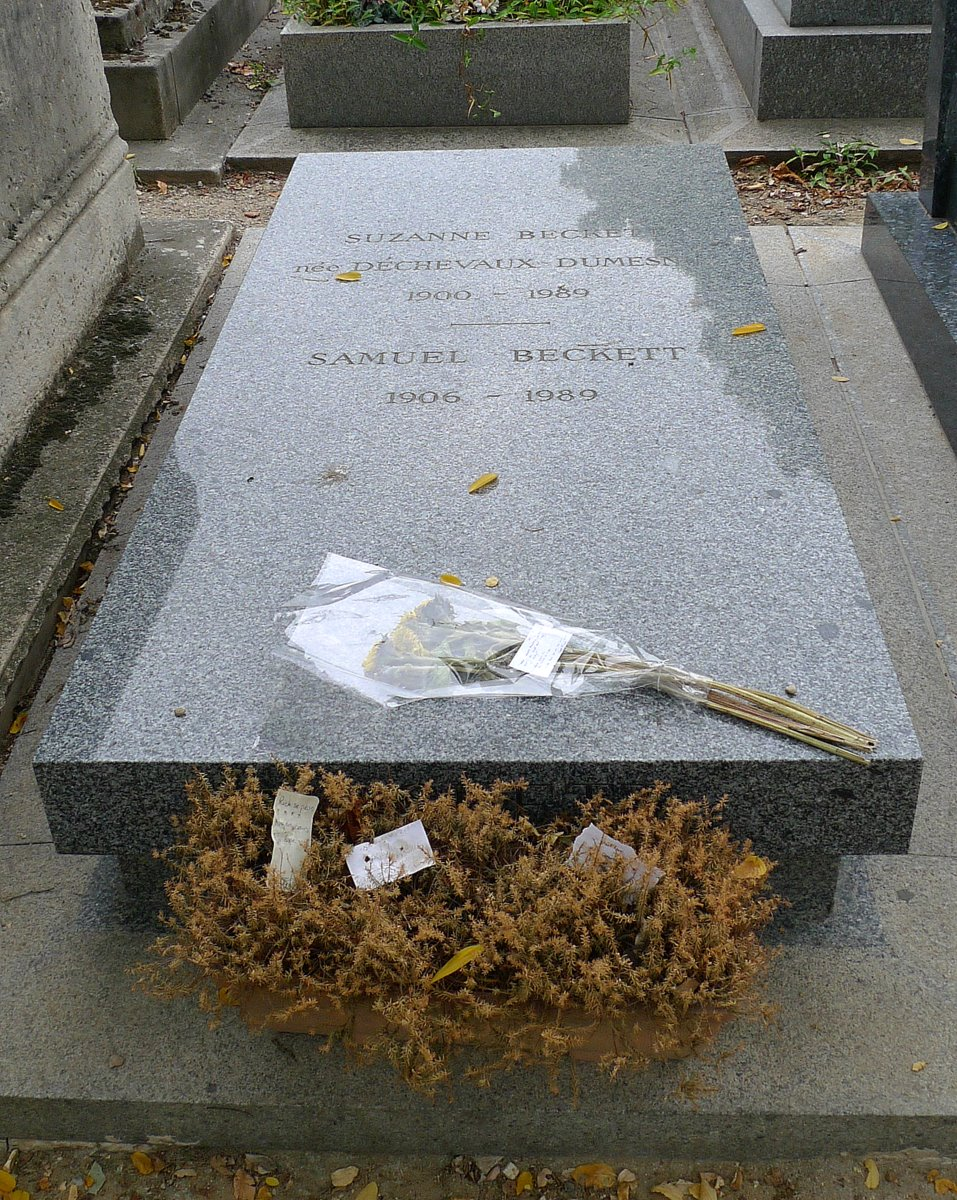
Becketts Grab auf dem Cimetière du Montparnasse

1970 verfasste Beckett die Erzählung Le Dépeupleur (Der Verwaiser), 1977 erschienen mit Fizzles acht kurze Prosastücke. Jasper Johns schuf hierzu in enger Zusammenarbeit mit Beckett Grafiken und Buchgestaltungen. 1978 erschien die Verssammlung Mirlitonnades, ein Werk der „Einfachheit mit doppeltem Boden“. Es folgten zahlreiche weitere kürzere Texte, die hin und wieder gesammelt bei den Éditions de Minuit erschienen. Allerdings zog Beckett sich als Person mehr und mehr zurück und verschwand auch als Autor langsam aus dem Bewusstsein der Öffentlichkeit.
Samuel Beckett starb am 22. Dezember 1989 im Alter von 83 Jahren. Seine letzte Ruhestätte befindet sich auf dem Cimetière du Montparnasse in Paris.

### Nachwirkung
Weil Beckett der Meinung war, dass sein Leben keinerlei Bedeutung für sein Werk aufweisen würde, lehnte er zunächst jede Form der Kooperation mit seinem Biographen James Knowlson ab. Später rückte er von dieser rigorosen Position ab und die Biographie Knowlsons konnte 1996 mit der Zustimmung Becketts erscheinen.
Becketts Ruhm beruht vor allem auf Warten auf Godot, dessen zwei zentrale Figuren eine menschliche Grundsituation zu verkörpern scheinen: das Hoffen auf eine vermeintlich nahe Erfüllung oder Erlöserfigur. Der ausweglose Dauerzustand des Wartens und die Nonsense-Dialoge der beiden Hauptfiguren verdeutlichen dabei in paradigmatischer Weise die Merkmale des absurden Theaters, das die existentialistische Sichtweise der Sinnlosigkeit der Welt, der Fragwürdigkeit der Sprache und der Selbstentfremdung des Menschen konsequent in die dramatische Form umsetzt. Das Rätsel Godot hat auch in Deutschland zu zahllosen Deutungen geführt, u. a. von Günther Anders in seinem Werk „Die Antiquiertheit des Menschen“.
Laut Le Monde vom 21. Dezember 2007 hält Beckett zurzeit, wenn auch mit einigem Abstand hinter Eugène Ionesco, Platz 2 auf der Liste der französischen Theaterautoren, die außerhalb Frankreichs am meisten gespielt werden.

## Werke
(Nachfolgend sind die deutschen Titel aufgeführt, die Originaltitel finden sich oben.)

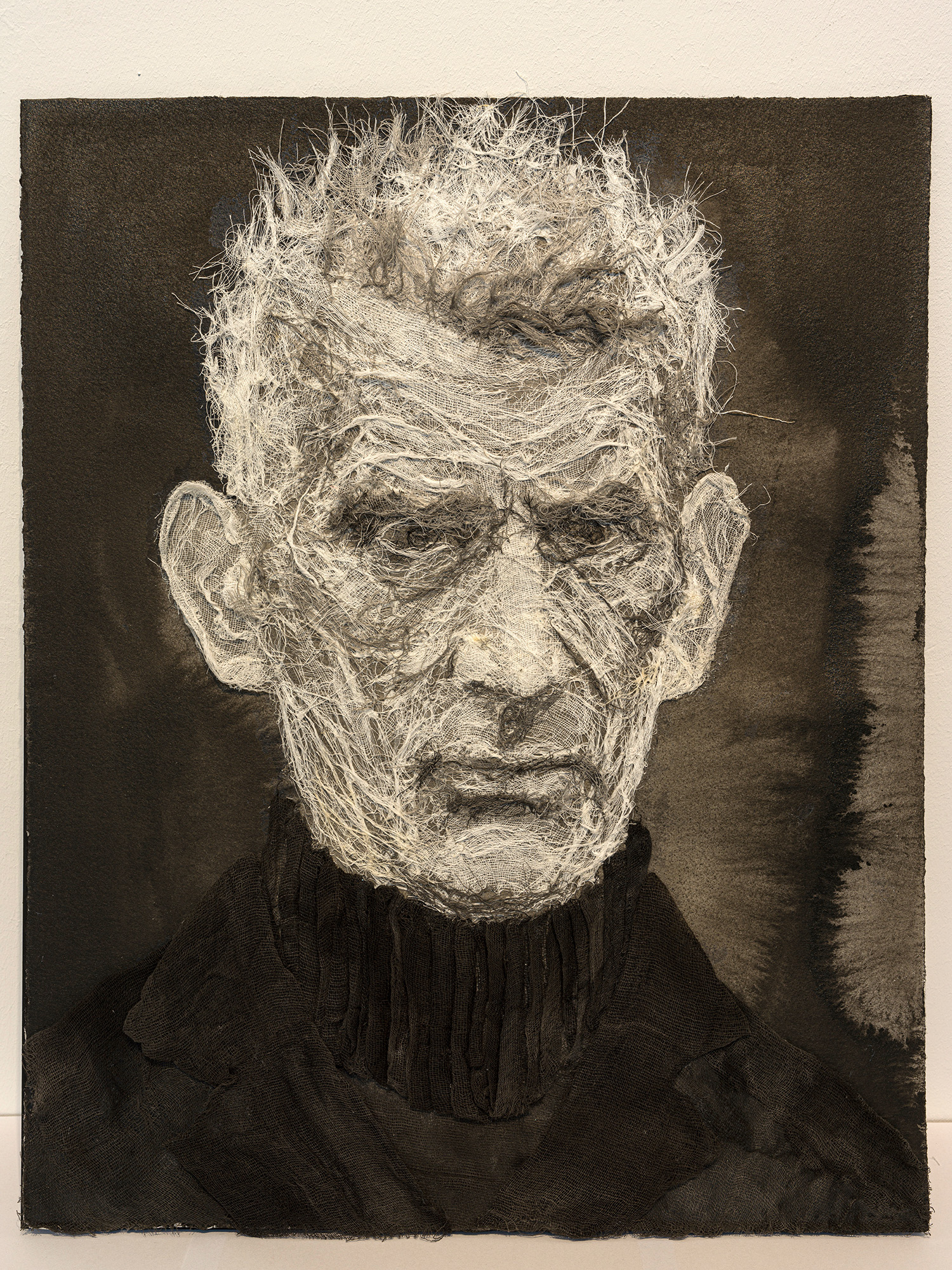
Samuel Beckett, Porträt von Jinran Kim (2017). 40 × 50 cm. Gaze, Papier, Asche.

### Essays
- Dante … Bruno. Vico ... Joyce. (1929)
- Proust (1931)

Samuel Beckett: Marcel Proust. Mit Photos und Faksimiles. New York: Grove Press. Aus dem Englischen von Marlis und Paul Pörtner. Zürich: Arche 1960, 88 Seiten. (Ohne ISBN.)
- La Peinture des van Velde ou le monde et le pantalon (1945)

Die Welt und die Hose. Aus dem Französischen von Erika Tophoven-Schöningh. Frankfurt a. M.: Suhrkamp 1990. ISBN 3-518-40227-7
- Three Dialogues (with Georges Duthuit) (1949).

### Romane und Prosa
- Traum von mehr bis minder schönen Frauen (1932)
  - (deutsch 1996.)
- Murphy (1934–1937, veröffentlicht 1938)
- Watt (ca. 1943, veröffentlicht 1953)
- Der Ausgestoßene (L'Expulsé) (1946, veröffentlicht 1955)
- Mercier und Camier (1946, veröffentlicht 1970)
  - Mercier und Camier. Aus dem Französischen von Elmar Tophoven. Frankfurt am Main: Suhrkamp 1972. (Bibliothek Suhrkamp. Band 327.) Ohne ISBN
- Molloy (1951) ISBN 3-518-39802-4
- Malone stirbt (1951) ISBN 3-518-38907-6
- Der Namenlose (1953) ISBN 3-518-38908-4
- Wie es ist (1961) ISBN 3-518-38909-2
  - Wie es ist. Aus dem Französischen von Elmar Tophoven. Frankfurt am Main: Suhrkamp 1964. (Bibliothek Suhrkamp. Band 118.) Ohne ISBN
- Residua (Prosastücke) 1968
  - Residua. Prosadichtungen in drei Sprachen. Aus dem Französischen von Elmar Tophoven. Französische Übertragung von Samuel Beckett. Frankfurt am Main: Suhrkamp 1970. (Bibliothek Suhrkamp. Band 254.) Ohne ISBN
- Fizzles (Prosastücke) (1977)*
- Gesellschaft. Eine Fabel. (Company / Compagnie) (1977–1979). Englische Originalfassung.
  - Deutsche Übertragung von Elmar Tophoven. Französische Übertragung von Samuel Beckett. Frankfurt am Main: Suhrkamp 1981. ISBN 3-518-03974-1

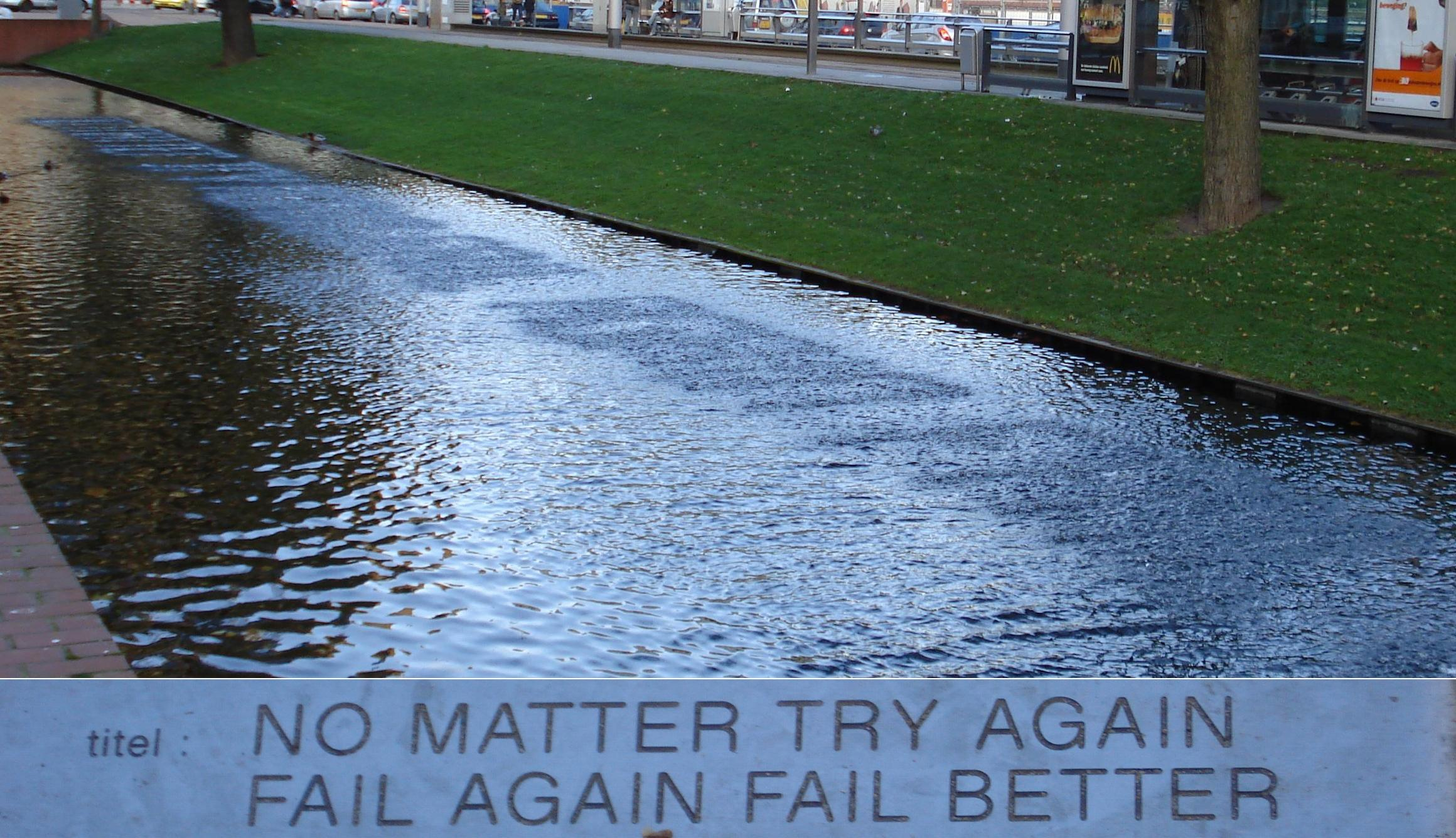
Im Jahr 2001 installierte Job Koelewijn im Westersingel, Rotterdam, ein Wasserkunstwerk mit dem Titel Formule B, bezogen auf Becketts Novelle Worstward Ho

- Schlecht gesehen schlecht gesagt (Mal vu mal dit) (1982) ISBN 3-518-11119-1
- Worstward Ho (Aufs Schlimmste zu) (1983). Aus dem Englischen von Erika Tophoven-Schöningh. Frankfurt am Main: Suhrkamp 1989. ISBN 3-518-40198-X.

### Kürzere Prosa
- Mehr Prügel als Flügel (More Pricks than Kicks) (1934)

Mehr Prügel als Flügel. Aus dem Englischen von Christian Enzensberger. Frankfurt am Main: Suhrkamp 1989. (Bibliothek Suhrkamp. Band 1000.) ISBN 3-518-22000-4
- Erzählungen und Texte um Nichts (Nouvelles et textes pour rien) (1945 und 1950)

Erzählungen und Texte um Nichts. Aus dem Französischen von Elmar Tophoven. Frankfurt am Main: Suhrkamp 1962. (Bibliothek Suhrkamp. Band 82.) Ohne ISBN
- Erste Liebe (Premier Amour) (1945, erstmals veröffentlicht 1970)

Erste Liebe. Premier amour. Französisch und Deutsch. Übersetzt von Erika und Elmar Tophoven. Frankfurt am Main: Suhrkamp 2000 (Bibliothek Suhrkamp. Band 277.) ISBN 3-518-01277-0
- Aus einem aufgegebenen Werk (From an Abandoned Work) (1954–1955)

In: Samuel Beckett: Aus einem aufgegebenen Werk und kurze Spiele. Zweisprachig: Englisch und Deutsch. Übersetzt von Erika und Elmar Tophoven. Frankfurt am Main: Suhrkamp 1966, S. 6–33. (Edition Suhrkamp 145.) Ohne ISBN.
- All Strange Away (1963–1964)
- Ausgeträumt träumen (Imagination morte imaginez) (1965)

In: Samuel Beckett: Aus einem aufgegebenen Werk und kurze Spiele. Zweisprachig: Französisch und Deutsch. Übersetzt von Erika und Elmar Tophoven. Frankfurt am Main: Suhrkamp 1966, S. 34–43. (Edition Suhrkamp 145.) Ohne ISBN.
- Der Verwaiser (Le Dépeupleur) (1971)
- Schluss jetzt (Assez) (1966)
- Bing (1966)
- Losigkeit (Sans) (1969)
- Wie die Geschichte erzählt wurde (As the story was told) (1973)
- neither (1976) als Libretto zur Oper von Morton Feldman. UA 1977 in Rom
- Stirrings Still (1988).

Samuel Beckett: Immer noch nicht mehr / Stirrings Still / Soubresauts. Englische Originalfassung. Deutsche Übertragung von Erika Tophoven-Schöningh. Französische Übertragung von Samuel Beckett. Frankfurt am Main: Suhrkamp 1991. ISBN 3-518-40343-5.

### Gedichte und Gedichtsammlungen
- Whoroscope (1930)
- Mirlitonnades (Flötentöne/Trötentöne) (1977–1978)
- Comment dire (What is the word/Wie soll man sagen) (1989) – sein letztes Werk

### Theaterstücke
- Eleutheria (1947)
- Warten auf Godot (1952)
- Endspiel (1957)
- Akt ohne Worte I (1957)
- Das letzte Band (1958)
  - Deutsch von Erika und Elmar Tophoven. Erschienen in: Spiele in einem Akt. 35 exemplarische Stücke. Suhrkamp, Frankfurt am Main 1961, S. 218–225 (Digitalisat im Internet Archive)
  - Samuel Beckett: Das letzte Band. Krapp’s Last Tape. La dernière bande. Deutsche Übertragung von Erika und Elmar Tophoven. Englische Originalfassung. Französische Übertragung von Samuel Beckett. Suhrkamp, Frankfurt am Main 1974, ISBN 978-3-518-22211-9 (Bibliothek Suhrkamp 1211)
- Akt ohne Worte II (1959)
- Glückliche Tage (1961)
- Spiel (Play) (1963)
- Kommen und Gehen (1966)

In: Samuel Beckett: Aus einem aufgegebenen Werk und kurze Spiele. Zweisprachig: Englisch und Deutsch. Übersetzt von Erika und Elmar Tophoven. Frankfurt am Main: Suhrkamp 1966, S. 112–123. (Edition Suhrkamp 145.) Ohne ISBN (Come and Go.)
- Bruchstücke 1 (um 1960)

In: Samuel Beckett: Stücke und Bruchstücke. Englische und französische Originalfassungen. Deutsche Übertragung von Erika und Elmar Tophoven. Französische und englische Übertragung von Samuel Beckett. Frankfurt am Main: Suhrkamp 1978, S. 124–150. ISBN 3-518-02108-7
- Bruchstück 2 (um 1960)

In: Samuel Beckett: Stücke und Bruchstücke. Englische und französische Originalfassungen. Deutsche Übertragung von Erika und Elmar Tophoven. Französische und englische Übertragung von Samuel Beckett. Frankfurt am Main: Suhrkamp 1978, S. 152–201. ISBN 3-518-02108-7
- Atem (Breath) (1969)
- Nicht Ich (1972)

In: Samuel Beckett: Stücke und Bruchstücke. Englische und französische Originalfassungen. Deutsche Übertragung von Erika und Elmar Tophoven. Französische und englische Übertragung von Samuel Beckett. Frankfurt am Main: Suhrkamp 1978, S. 10–40. ISBN 3-518-02108-7
- Damals (That Time) (1976)

In: Samuel Beckett: Stücke und Bruchstücke. Englische und französische Originalfassungen. Deutsche Übertragung von Erika und Elmar Tophoven. Französische und englische Übertragung von Samuel Beckett. Frankfurt am Main: Suhrkamp 1978, S. 41–61. ISBN 3-518-02108-7
- Tritte (1976)

In: Samuel Beckett: Stücke und Bruchstücke. Englische und französische Originalfassungen. Deutsche Übertragung von Erika und Elmar Tophoven. Französische und englische Übertragung von Samuel Beckett. Frankfurt am Main: Suhrkamp 1978, S. 63–82. ISBN 3-518-02108-7
- Geister-Trio (1977)

In: Samuel Beckett: Stücke und Bruchstücke. Englische und französische Originalfassungen. Deutsche Übertragung von Erika und Elmar Tophoven. Französische und englische Übertragung von Samuel Beckett. Frankfurt am Main: Suhrkamp 1978, S. 84–105. ISBN 3-518-02108-7
- ...nur noch Gewölk (1977)

In: Samuel Beckett: Stücke und Bruchstücke. Englische und französische Originalfassungen. Deutsche Übertragung von Erika und Elmar Tophoven. Französische und englische Übertragung von Samuel Beckett. Frankfurt am Main: Suhrkamp 1978, S. 108–119, ISBN 3-518-02108-7
- Rockaby (1981)
- Ohio Impromptu (1981)
- Katastrophe (1982)
- Was Wo (1983)

### Hörspiele
- Alle die da fallen (1956). Übersetzung: Erika und Elmar Tophoven. Mit: Tilla Durieux (Mrs. Rooney), Eduard Marks (Mr. Rooney), Werner Schumacher (Christy), Siegfried Lowitz (Mr. Slocum), Charles Brauer (Tommy), Erich Weiher (Mr. Barrell), Gerda Schöneich (Miss Fitt), Nikolaus von Festenberg (Jerry). Regie: Fritz Schröder-Jahn. Norddeutscher Rundfunk, Süddeutscher Rundfunk 1957
- Spiel ohne Worte 1 und 2 (1957).

In: Samuel Beckett: Aus einem aufgegebenen Werk und kurze Spiele. Zweisprachig: Französisch und Deutsch. Übersetzt von Erika und Elmar Tophoven. Frankfurt am Main: Suhrkamp 1966, S. 46–65. (Edition Suhrkamp 145.) Ohne ISBN (Acte sans paroles 1 et 2.)
- Aschenglut (1959)
- Cascando (1963)

In: Samuel Beckett: Aus einem aufgegebenen Werk und kurze Spiele. Zweisprachig: Französisch und Deutsch. Übersetzt von Erika und Elmar Tophoven. Frankfurt am Main: Suhrkamp 1966, S. 66–89. (Edition Suhrkamp 145.) Ohne ISBN (Cascando.)
- Worte und Musik (1963)

In: Samuel Beckett: Aus einem aufgegebenen Werk und kurze Spiele. Zweisprachig: Englisch und Deutsch. Übersetzt von Erika und Elmar Tophoven. Frankfurt am Main: Suhrkamp 1966, S. 90–111. (Edition Suhrkamp 145.) Ohne ISBN (Words and Music.)
- Esquisse radiophonique (um 1960)

Samuel Beckett: Stücke und Bruchstücke. Englische und französische Originalfassungen. Deutsche Übertragung von Erika und Elmar Tophoven. Französische und englische Übertragung von Samuel Beckett. Frankfurt am Main: Suhrkamp 1978, S. 204–222. ISBN 3-518-02108-7
- Pochade radiophonique (um 1960). Mit: Helmut Stange, Rüdiger Vogler, Gustl Halenke, Katja Rupé, Sven-Åke Johansson. Regie: Karl Bruckmaier, Produktion: Bayerischer Rundfunk 2005

Samuel Beckett: Stücke und Bruchstücke. Englische und französische Originalfassungen. Deutsche Übertragung von Erika und Elmar Tophoven. Französische und englische Übertragung von Samuel Beckett. Frankfurt am Main: Suhrkamp 1978, S. 224–261. ISBN 3-518-02108-7

### Stücke für Film und Fernsehen
- Film (1965, mit Buster Keaton)

In: Samuel Beckett: Film He, Joe. Englische Originalfassungen. Deutsche Übertragung von Erika und Elmar Tophoven. Französische Übertragung von Samuel Beckett. Frankfurt am Main: Suhrkamp 1968, S. 5–39. (Zehn Abbildungen zu Film.) Ohne ISBN.
- He Joe (1966, Fernsehspiel)

In: Samuel Beckett: Film He, Joe. Englische Originalfassungen. Deutsche Übertragung von Erika und Elmar Tophoven. Französische Übertragung von Samuel Beckett. Frankfurt am Main: Suhrkamp 1968, S. 41–73. (Sechs Abbildungen zu He, Joe.) Ohne ISBN
- Geistertrio (Ghost Trio) (1976)
- Quadrat I+II (1981)
- … nur noch Gewölk … (…but the clouds…) (1977)
- Nacht und Träume (1982)

### Briefe
- Weitermachen ist mehr, als ich tun kann. Briefe 1929–1940. Übersetzt von Chris Hirte. Suhrkamp, Berlin 2013, ISBN 978-3-518-42298-4.
- Ein Unglück, das man bis zum Ende verteidigen muß. Übersetzt von Chris Hirte. Briefe 1941–1956. Suhrkamp, Berlin 2014, ISBN 978-3-518-42456-8.
- Wünsch Dir nicht, daß ich mich ändere. Übersetzt von Chris Hirte. Briefe 1957–1965. Suhrkamp, Berlin 2016, ISBN 978-3-518-42557-2.
- Was bleibt, wenn die Schreie enden. Übersetzt von Chris Hirte. Briefe 1966–1989. Suhrkamp, Berlin 2018, ISBN 978-3-518-42837-5.